# Белоусов, Михаил Игнатьевич
Михаи́л Игна́тьевич Белоу́сов (8 (20) февраля 1894, город Здолбунов Волынской губернии Российской империи
 — 1 марта 1956, пгт Гирей, Гулькевичский район, Краснодарский край) — советский снайпер, командир стрелкового взвода, лейтенант. Герой Советского Союза (1943).

## Биография
Родился 8 (20) февраля 1894 года в посёлке Здолбунов, ныне город Ровенской области Украины, в семье рабочего. Русский. Образование начальное.
В рядах Красной Армии состоял дважды: с 1917 по 1924 годы и с июня 1941 года по 1946 год в действующей армии. Член ВКП(б)/КПСС с 1943 года.
В период Великой Отечественной войны — лейтенант Михаил Белоусов в должности командира взвода 1179-го стрелкового полка 347-й стрелковой дивизии 44-й армии Южного фронта. Согласно документам к концу мая 1943 года  М. Белоусов записал на свой личный счёт двести сорок пять уничтоженных из снайперской винтовки вражеских солдат и офицеров.
Указом Президиума Верховного Совета СССР от 26 октября 1943 года «за образцовое выполнение боевых заданий командования на фронте борьбы с немецко-фашистским захватчиками и проявленные при этом мужество и героизм» лейтенанту Белоусову Михаилу Игнатьевичу было присвоено звание Героя Советского Союза с вручением Ордена Ленина и медали «Золотая Звезда» (№ 1286).
С 1946 года гвардии старший лейтенант Белоусов М. И. — в запасе. Жил в пгт Гирей Гулькевичского района Краснодарского края, работал на станции «Гирей». 
Скончался 1 марта 1956 года.

## Награды
- Орден Красной Звезды  — 19.01.1943
- Орден Ленина и Медаль «Золотая Звезда» — 26.10.1943

## Память
- Бюст Михаила Белоусова установлен на аллее Героев мемориального комплекса «Родина-мать» (Гулькевичи).
- В Краснодарском государственном историко-краеведческом музее хранятся снайперская винтовка и почётная грамота Президиума Верховного Совета СССР.
- Имя Белоусова носят улица и школа в посёлке Гирей.